# Saikhan-Ovoo, Dundgovi
Saikhan-Ovoo (tiếng Mông Cổ: Сайхан-Овоо) là một sum của tỉnh Dundgovi ở Mông Cổ. Vào năm 2007, dân số của sum là 2.551 người.

## Địa lý
Sum có diện tích khoảng 4.055 km2. Trung tâm sum, Onsh, nằm cách tỉnh lỵ Mandalgovi 209 km và thủ đô Ulaanbaatar 380 km.

### Khí hậu
Saikhan-Ovoo có khí hậu bán khô hạn. Nhiệt độ trung bình hàng năm trong khu vực là 7 °C. Tháng ấm nhất là tháng 7, khi nhiệt độ trung bình là 28 °C và lạnh nhất là tháng 1, với −17 °C. Lượng mưa trung bình hàng năm là 185 mm. Tháng ẩm ướt nhất là tháng 7, với lượng mưa trung bình là 54 mm, và khô nhất là tháng 2, với 2 mm.

## Kinh tế
Sum có một trường học, bệnh viện, khu dịch vụ và nhà nghỉ.